# Lommatzscher SV
Der Lommatzscher SV ist ein deutscher Sportverein mit Sitz in der sächsischen Landstadt Lommatzsch im Landkreis Meißen.

## Geschichte
Der ursprüngliche Verein wurde bereits im Jahr 1923 gegründet. Nach dem Ende des Zweiten Weltkriegs erfolgte im Jahr 1946 die Gründung der SG Lommatzsch aus der später ab 1950 die BSG Traktor Lommatzsch wurde. Seit der Wende heißt der Verein SV Lommatzsch. Die zur DDR-Zeit noch existierenden Handball-Abteilung gibt es nicht mehr.

## Abteilungen

### Fußball
In der einmalig ausgetragenen Landesmeisterschaft Sachsen 1948/49 trat die Mannschaft im Bezirk Dresden in der Staffel 1 an und belegte hier mit 6:30 Punkten nach 18 Spielen den zehnten und damit letzten Platz. Dadurch stieg man zur Folgesaison in die Bezirksklasse ab. Besonders in dieser Saison war auch das Hinspiel gegen den späteren Dresdner SC, welches man mit 0:23 verlor.
Auch in den 1970er Jahren spielte die Mannschaft in der Bezirksklasse, aus der man zum Start der 1980er Jahre aber sogar in die Kreisklasse rutscht.
Anschließend schaffte die Mannschaft es bis wieder nach oben, womit man in der Saison 2003/04 in der Bezirksliga spielte. Aus dieser musste man sich nach der Spielzeit 2004/05 aber wieder verabschieden, nach der man knapp mit zwei Punkten Abstand auf einen Nichtabstiegsplatz am Ende 13. wurde. Nun in der Bezirksklasse erreichte man mit 75 Punkten dank dem um ein Tor besserem Torverhältnis gegenüber dem Verfolger VfB Hellerau-Klotzsche die Meisterschaft konnte jedoch nicht aufsteigen. In der Folgesaison drehte sich das Blatt und der VfB wurde vor dem SV Meister, was am Ende auch im Aufstieg mündete. Nach der Spielzeit 2007/08 war es dann soweit und mit 75 Punkten durfte der SV schlussendlich als Meister wieder hoch in die Bezirksliga. Dort schlug man sich auch schnell ganz wacker und erreichte in der ersten Saison mit 50 Punkten gleich den vierten Platz. Zur Saison 2010/11 wurde dann aus der Bezirksliga die Landesklasse Dresden, in der sich die Mannschaft des SVs aber ebenfalls halten konnte. Trotzdem zog sich das Team zur folgenden Spielzeit in die Kreisoberliga zurück, aus der man mit 68 Punkten als Meister aber direkt wieder nach oben durchstarten konnte. So hielt man sich bis zum Saisonende 2014/15 in der Landesklasse, bis es mit lediglich sechs Punkten am Ende der Spielzeit wieder hinunter ging. Diesmal startete man sogar gleich noch eine Stufe weiter unten in der Kreisliga. Wo man sich in der ersten Saison erst einmal im Mittelfeld etablieren musste. Nach Runde 2016/17 gelang aber als Meister mit 62 Punkten auch schon der Aufstieg. So spielt die Mannschaft bis heute durchgehend in der Kreisoberliga.